# Kétlemezes orsócsiga
A kétlemezes orsócsiga vagy erdei orsócsiga (Alinda biplicata) Európában elterjedt, szárazföldi csigafaj.

## Megjelenése

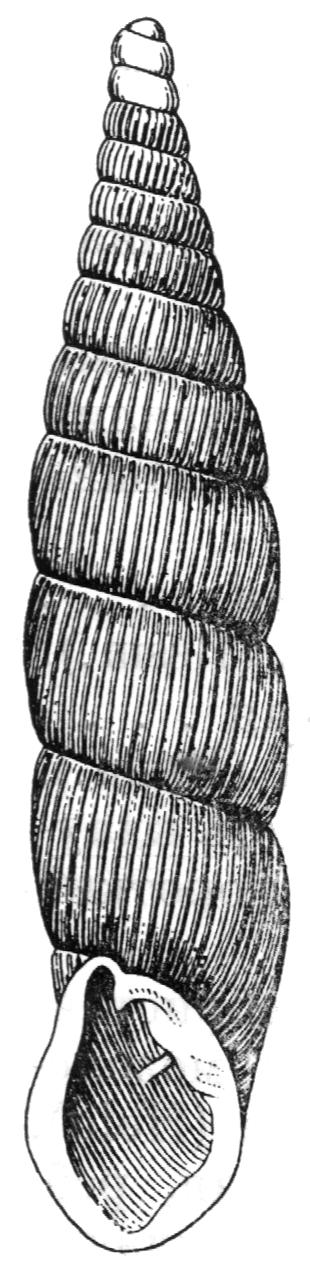
A csigaház

A csigaház magassága 15–24 mm, szélessége 4-5,5 mm, 12 kanyarulatból áll, erősen megnyúlt, orsó alakú. A héj szarubarna, felszíne erősen, közepesen sűrűn bordázott. Szájadéka körte alakú, felső részén két, befelé nyúló lemez figyelhető meg, alul kis csatornaszerű bemélyedés látható. Rokonaihoz hasonlóan szájadékát ajtószerű clausiliummal tudja elzárni (ami nem tévesztendő össze és egészen más szerkezetű, mint az ajtós vízicsigák operculuma) 

## Elterjedése
Elsősorban Közép- és Délkelet-Európában elterjedt, de előfordul Dél-Skandináviában is ; keleten Délkelet-Lengyelországtól Bulgáriáig és Észak-Görögországig él. Izolált populációi megtalálhatóak Északkelet-Franciaországban, Hollandiában és Dél-Angliában is. Angliába néhány száz éve vihették be, főleg London környékén (angol neve londoni ajtóscsiga) található, de élőhelyének pusztulása miatt visszaszorulóban van. Svájcban 800 m, Ausztriában és Bulgáriában 2300 m magasságban is megtalálták. Magyarországon az egész országban előfordul, de inkább inkább a hegy- és dombvidékek erdeiben gyakori.

## Életmódja
Európa - és Magyarország - leggyakoribb orsócsigája. Erdőkben, sűrű bokros területeken az avar vagy fű alatt, kövek között él; száraz, nyíltabb helyeken ritka. Angliában a Temze mentén, sokszor az elszórt háztartási hulladék között vagy a kertekben található meg.
A megtermékenyített peték többnyire a csiga testében fejlődnek ki kikelésig, de néha kedvező körülmények esetén kikelés előtt álló petéket is rak, egyszerre 1-11-et. Csak szexuális úton szaporodik, Lengyelországban június-augusztusban, Hollandiában áprilistól októberig. A fiatal csigák havonta egy kanyarulatot növesztenek, 3-6 kanyarulatos korukban áttelelnek. A következő évben 8-10 kanyarulatig jutnak; ivarérettek 7-16 hónaposan lesznek. Teljes élettartamuk 4 év.
Magyarországon nem védett. 